# Haute Autorité
Pour les articles homonymes, voir Haute Autorité (homonymie) et Autorité (homonymie).
La Haute Autorité était l'organe exécutif collégial et supranational de la Communauté européenne du charbon et de l'acier (CECA), créée par le traité de Paris en 1951, à la suite de la déclaration Robert Schuman. Elle a fusionné en 1967 avec les commissions de la CEE et de l'Euratom pour former une Commission européenne unique, installée à Bruxelles — et non à Luxembourg comme la Haute Autorité.
La Haute Autorité est une institution supranationale, ses décisions dans les domaines du charbon et de l'acier ont une valeur contraignante pour les pays membres. Il s'agit d'une des rares occasions où une institution européenne a reçu un pouvoir supérieur à celui des nations membres.

## Historique

### Formation de la première Haute Autorité
Après l'entrée en vigueur du traité CECA le 23 juillet 1952, la Haute Autorité de la Communauté européenne du charbon et de l'acier tint sa première réunion le 10 août 1952. La veille, les membres désignés de la Haute Autorité ont chacun démissionné de leurs précédentes fonctions, conformément aux dispositions du traité en matière d'incompatibilité.
Jean Monnet est nommé premier président de la Haute Autorité. Le premier vice-président est Franz Etzel.

### Autorités suivantes
Jean Monnet démissionne en novembre 1954 à la suite de l'échec de la CED.
Il est remplacé en 1955 par René Mayer, qui avait précédemment refusé la fonction de juge (pour la France) à la Cour de justice.

### Fusion avec les organes exécutifs des autres Communautés
Lors du Conseil des ministres de décembre 1963, les gouvernements des Six décident de fusionner les principales institutions des Communautés européennes, réforme qui entre en vigueur le 1er juillet 1967, une fois le traité de fusion des exécutifs de 1965 ratifié.

## Composition

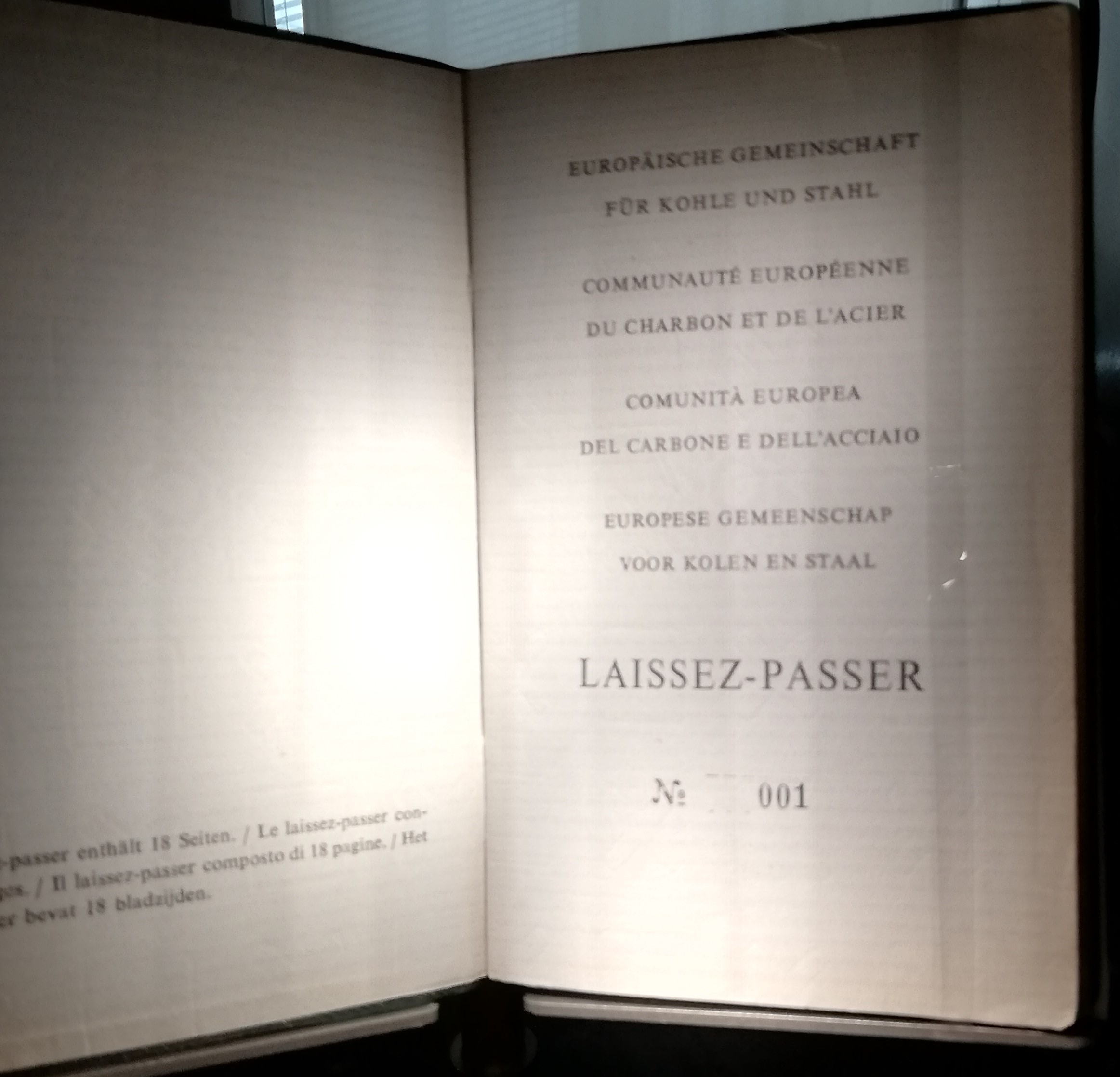
Laissez-passer des membres de la Haute Autorité.

La Haute Autorité était composée de 9 membres nommés pour un mandat de six ans. Le traité prévoyait, à l'article 9, paragraphe 2, que le nombre de membres pouvait être réduit par un vote à l'unanimité du Conseil. Il n'y avait pas de limitations du nombre de mandat.
Les membres de la Haute Autorité devaient être des nationaux des États membres, avec un maximum de deux membres par État.

### Nomination
Les premiers membres de la Haute Autorité, au nombre de huit, sont nommés par les États membres par consensus. Le neuvième membre est nommé par les autres membres de la Communauté s'il recueille au moins cinq voix. Ils sont nommés pour six ans.
À la fin de ce premier mandat, un renouvellement général a lieu selon les dispositions de l'article 10, paragraphe 5 du traité. Les gouvernements désignent huit membres par consensus. Cependant, si aucun consensus n'est dégagé, les membres sont élus à la majorité des 5⁄6 par les gouvernements. Le neuvième est nommé par cooptation comme prévu au paragraphe 1 de cet article.
Par la suite, les membres de la Haute Autorité sont aussi renouvelés par tiers tous les deux ans à la majorité des 5⁄6.
Dans le cadre de ce processus, chaque gouvernement dispose d'un droit de véto qu'il ne peut utiliser que : pour deux candidats en cas de renouvellement individuel ; pour quatre candidats en cas de renouvellement général ou biennal.

### Président et vice-président
Le président et le vice-président de la Haute Autorité sont nommés pour une période de deux ans renouvelables. La pratique a toutefois ajouté un second vice-président.

### Indépendance
La garantie d'indépendance des membres est prévue au paragraphe 5 de l'article 9 du traité. Cela implique qu'ils « ne sollicitent ni n'acceptent d'instructions d'aucun gouvernement ni d'aucun organisme ». Cette garantie est double, car les États membres aussi doivent respecter le « caractère supranational » de l'institution et ne doivent pas influencer ses membres.

### Incompatibilités
Le paragraphe 7 de l'article 9 du traité dispose que « les membres de la Haute Autorité ne peuvent exercer aucune activité professionnelle, rémunérée ou non, ni acquérir ou conserver, directement ou indirectement, aucun intérêt dans les affaires relevant du charbon et de l'acier pendant l'exercice de leurs fonctions et pendant une durée de trois ans à partir de la cessation desdites fonctions ».

### Membres de la Haute Autorité
Dix-neuf personnes se sont succédé au sein de la Haute Autorité entre sa création en 1951 et sa disparition en 1967.
| Nom                  | Pays       | Entrée | Sortie |
| -------------------- | ---------- | ------ | ------ |
| Franz Blücher        | Allemagne  | 1958   | 1959   |
| Albert Coppé         | Belgique   | 1952   | 1967   |
| Léon Daum            | France     | 1952   | 1959   |
| Rinaldo Del Bo       | Italie     | 1963   | 1967   |
| Franz Etzel          | Allemagne  | 1952   | 1957   |
| Paul Finet           | Belgique   | 1952   | 1965   |
| Jean Fohrmann        | Luxembourg | 1965   | 1967   |
| Enzo Giacchero       | Italie     | 1952   | 1959   |
| Fritz Hellwig        | Allemagne  | 1959   | 1967   |
| Karl Maria Hettlage  | Allemagne  | 1962   | 1967   |
| Pierre-Olivier Lapie | France     | 1959   | 1967   |
| Hans Linthorst Homan | Pays-Bas   | 1958   | 1963   |
| Piero Malvestiti     | Italie     | 1959   | 1963   |
| René Mayer           | France     | 1955   | 1958   |
| Jean Monnet          | France     | 1952   | 1955   |
| Heinz Potthoff       | Allemagne  | 1952   | 1962   |
| Roger Reynaud        | France     | 1958   | 1967   |
| Dirk Spierenburg     | Pays-Bas   | 1952   | 1962   |
| Albert Wehrer        | Luxembourg | 1952   | 1967   |

## Compétences
La Haute Autorité peut adopter des décisions (individuelles, générales ou réglementaires), des recommandations ou des avis. Ces décisions doivent être motivées notamment pour permettre l'exercice du contrôle par la Cour.
La Haute Autorité était financée par des prélèvements réalisés sur la production de charbon et d'acier. Elle pouvait également être active sur les marchés des capitaux.
L'article 58 du traité dispose qu'elle pouvait mettre en œuvre un régime de quotas et à faire des prélèvements sur les productions excédentaires. L’article 59 du traité stipule quant à lui que la Haute Autorité peut adopter des mesures visant à répartir la production en cas de crise.

## Organisation administrative
La Haute Autorité bénéficie, dans la limite des traités, de l'autonomie administrative. Elle peut ainsi prendre « toutes mesures d'ordre intérieur propre à assurer le fonctionnement de ses services ».

### Services et directions générale
Le 1er octobre 1952, la Haute Autorité a institué un ensemble de services afin de faciliter son fonctionnement. Ces services sont : la Division économique, la Division de la production, la Division des investissements, la Division du marché, la Division des problèmes du travail, le Service des transports, le Service statistique, le Service juridique, la Division des finances, le Secrétariat, le Service intérieur et le Service des interprètes et traducteurs.
Progressivement, du fait des compétences prévues par le traité, de nouveaux services ont été créés : la Division Ententes et concentrations (1953), la Division Personnel et administration (1953), la Division Relations extérieures (février 1955), la Division des problèmes industriels (mai 1956), le Service de Presse et information (octobre 1956) et le Service Budget et contrôle (1958).
En 1958, du fait de l'établissement de la Communauté économique européenne et de l'Euratom, trois services furent transformés en services communs aux trois Communautés : le service juridique commun, le service commun des statistiques et le service commun de presse et d'information.
Finalement, en 1960, la Haute Autorité s'est de nouveau réorganisé en sept directions générales :
- le Secrétariat général, composé de la direction Relations extérieurs et des « secteurs principaux relevant directement du secrétaire général » (le Secrétariat qui devint une « direction » en 1962 et le porte-parole qui en devint une en 1964).
- la Direction générale Administration et finances, composée de la Direction Personnel, la Direction Affaires intérieures, la Direction Budget. L'inspection est également rattachée à cette direction.
- la Direction générale Économie-énergie, composée de la Direction Politique économique (jusqu'à 1964), Direction Ententes et concentrations, la Direction Économie d'entreprises, la Direction Études et structures, la Direction Autres sources d'énergie et la Direction Transports.
- la Direction générale Charbon, composée de la Direction Production, la Direction Approvisionnement et problèmes structurels et la Direction Questions commerciales.
- la Direction générale Acier, composée de la Direction Production, la Direction Marché et la Direction Études et utilisation de l'acier à partir de juin 1967.
- la Direction générale Problèmes du travail, assainissement et reconversion, composée de la Direction Préparation et études, la Direction Tâches opérationnelles et la Direction Sécurité et médecine du travail à partir du 1er juillet 1963.
- et la Direction générale Crédit et investissements composée de deux directions « crédits » et « investissements ».

### Comité consultatif
L'article 18 du traité crée un Comité consultatif auprès de la Haute Autorité.

## Siège
La Haute Autorité siégeait à Luxembourg. La ville de Liège avait déposé une candidature le 29 juin 1954 mais elle ne fut pas retenue.

## Sources

## Compléments